# Juan Galindrez
Juan Guillermo Galindrez Mosquera (4 de julio de 1994, Guacarí Valle del Cauca, Colombia) es un futbolista colombiano, juega como delantero y su actual equipo es el Forward Madison FC de la USL League One.

## Trayectoria

### Chattanooga Red Wolves SC
El 23 de febrero de 2021 se da a conocer su llegada al Chattanooga Red Wolves SC firmando un contrato por un año. Su debut con el equipo fue el 9 de mayo ante el North Texas SC en un partido de liga, arrancó de titular y salió de cambio al minuto 58'.
Su primer gol lo anotó el 30 de mayo ante el Richmond Kickers, Galindrez entró de cambio al minuto 82' y marcó gol al 84' para darle la victoria a su equipo.

## Estadísticas

### Clubes
Actualizado al último partido jugado el 20 de mayo de 2024.
| Real Cuautitlán · México                    | 3.ª                 | 2016-17             | 4   | 0  | -  | - | - | - | 4   | 0  | 0.00 |
| Real Cuautitlán · México                    | Total               | Total               | 4   | 0  | 0  | 0 | 0 | 0 | 4   | 0  | 0.00 |
| C. Tijuana Premier · México                 | 3.ª                 | 2017-18             | 34  | 21 | -  | - | - | - | 34  | 21 | 0.62 |
| C. Tijuana Premier · México                 | Total               | Total               | 34  | 21 | 0  | 0 | 0 | 0 | 34  | 21 | 0.62 |
| Dorados de Sinaloa · México                 | 2.ª                 | 2018-19             | 6   | 0  | 3  | 0 | - | - | 9   | 0  | 0.00 |
| Dorados de Sinaloa · México                 | Total               | Total               | 6   | 0  | 3  | 0 | 0 | 0 | 9   | 0  | 0.00 |
| Fortaleza F. C. · Colombia                  | 2.ª                 | 2019                | 18  | 3  | -  | - | - | - | 18  | 3  | 0.16 |
| Fortaleza F. C. · Colombia                  | 2.ª                 | 2020                | 6   | 1  | 3  | 0 | - | - | 11  | 1  | 0.09 |
| Fortaleza F. C. · Colombia                  | Total               | Total               | 24  | 4  | 3  | 0 | 0 | 0 | 27  | 4  | 0.15 |
| Red Wolves SC Estados Unidos                | 3.ª                 | 2021                | 29  | 11 | -  | - | - | - | 29  | 11 | 0.44 |
| Red Wolves SC Estados Unidos                | 3.ª                 | 2022                | 28  | 13 | -  | - | - | - | 28  | 13 | 0.46 |
| Red Wolves SC Estados Unidos                | Total               | Total               | 57  | 24 | 0  | 0 | 0 | 0 | 57  | 24 | 0.42 |
| RGV FC Toros Estados Unidos                 | 2.ª                 | 2023                | 19  | 3  | -  | - | - | - | 19  | 3  | 0.16 |
| RGV FC Toros Estados Unidos                 | Total               | Total               | 19  | 3  | 0  | 0 | 0 | 0 | 19  | 3  | 0.16 |
| Forward Madison FC Estados Unidos           | 3.ª                 | 2024                | 6   | 1  | 5  | 0 | - | - | 11  | 1  | 0.09 |
| Forward Madison FC Estados Unidos           | Total               | Total               | 6   | 1  | 5  | 0 | 0 | 0 | 11  | 1  | 0.09 |
| Total en su carrera                         | Total en su carrera | Total en su carrera | 150 | 53 | 11 | 0 | 0 | 0 | 161 | 53 | 0.33 |
| (3) No incluye goles en partidos amistosos. |                     |                     |     |    |    |   |   |   |     |    |      |

### Hat-tricks
| 1 | 9 de febrero de 2018 | Estadio Caliente, Tijuana        | Tijuana Premier - Pacific FC | Gol · Gol · Gol | 3-1 | Segunda División |
| 2 | 21 de junio de 2022  | CHI Memorial Stadium, East Ridge | Red Wolves SC - Charlotte    | Gol · Gol · Gol | 7-1 | USL League One   |